# Сатерби, Брайан
Бра́йан Са́терби (англ. Brian Sutherby; 1 марта 1982, Эдмонтон, Альберта, Канада) — канадский хоккеист, центральный нападающий. Завершил игровую карьеру в 2013 году.
На драфте НХЛ 2000 года был выбран в 1 раунде под общим 26 номером командой «Вашингтон Кэпиталз».

## Статистика
| Легенда | Легенда                    | Легенда | Легенда                   | Легенда | Легенда    |
| ------- | -------------------------- | ------- | ------------------------- | ------- | ---------- |
| И       | Количество проведённых игр | Штр     | Штрафное время            | +/−     | Плюс-минус |
| Г       | Голы                       | П       | Голевые передачи          | О       | Очки       |
| -       | Статистика неизвестна      | —       | Статистика не учитывалась |         |            |

## Достижения
| Год  | Команда       | Достижение                                    | Достижение |
| ---- | ------------- | --------------------------------------------- | ---------- |
| 2002 | Канада (мол.) | Серебряный призёр молодёжного чемпионата мира |            |

| Год  | Команда            | Достижение                   | Достижение |
| ---- | ------------------ | ---------------------------- | ---------- |
| 2003 | Вашингтон Кэпиталз | Участник Матча молодых звёзд |            |